# Ignatius Kaigama
Ignatius Ayau Kaigama (ur. 31 lipca 1958 w Kona) – nigeryjski duchowny katolicki, arcybiskup Abudży od 2019.

## Życiorys
Święcenia kapłańskie przyjął 6 czerwca 1981.

## Episkopat
3 lutego 1995 został mianowany biskupem ordynariuszem Jalingo. Sakry biskupiej udzielił mu 23 kwietnia 1995 biskup Patrick Francis Sheehan.
14 kwietnia 2000 Jan Paweł II mianował go arcybiskupem metropolitą Jos.
11 marca 2019 papież Franciszek ustanowił go koadiutorem arcybiskupa metropolity Abudży. Rządy w archidiecezji objął 9 listopada 2019, po przejściu na emeryturę poprzednika.
W latach 2012–2018 był przewodniczącym Konferencji Episkopatu Nigerii.